# Egira argus
Egira argus är en fjärilsart som beskrevs av Smith 1909. Egira argus ingår i släktet Egira och familjen nattflyn. Inga underarter finns listade i Catalogue of Life.